# PZL Kania
Der PZL Kania (deutsch Milan) ist ein polnischer Mehrzweckhubschrauber.

## Entwicklung
Der PZL Kania ist im Wesentlichen eine Weiterentwicklung des Mil Mi-2; so wurde beispielsweise die Zelle des Helikopters vollständig überarbeitet. Auch werden neue Antriebsaggregate von Rolls-Royce Allison verwendet. Neben neuen Komposit-Rotorblättern wurde der PZL Kania zusätzlich mit westlicher Avionik ausgestattet.
Die Entwicklungsarbeiten für diesen Hubschraubertyp begannen im Jahr 1969, im November 1975 wurde eine Attrappe vorgestellt. Der erste Prototyp flog schließlich am 3. Juni 1979. In den frühen 1980er-Jahren wurde das Luftfahrzeug getestet, bis es im Februar 1986 die Zulassung gemäß FAR-29 erhielt. Der PZL Kania wird in geringen Stückzahlen in Polen bei PZL Świdnik gefertigt. Auch wird ein Upgrade für den Mi-2-Hubschrauber angeboten. Neben seinem Einsatz in Polen findet der PZL Kania auch in der Slowakei, Tschechien, Venezuela und Zypern Verwendung.

## Technische Daten
| Kenngröße             | Daten                                                      |
| --------------------- | ---------------------------------------------------------- |
| Besatzung             | 1                                                          |
| Passagiere            | 9                                                          |
| Länge über alles      | 17,42 m                                                    |
| Höhe                  | 3,75 m                                                     |
| Hauptrotordurchmesser | 14,56 m                                                    |
| Heckrotordurchmesser  | 1,50 m                                                     |
| Leermasse             | 2.140 kg                                                   |
| max. Startmasse       | 3.550 kg                                                   |
| Höchstgeschwindigkeit | 220 km/h                                                   |
| Reisegeschwindigkeit  | 210 km/h                                                   |
| Dienstgipfelhöhe      | 4.000 m                                                    |
| Anfängliche Steigrate | 8,748 m/s                                                  |
| Normale Reichweite    | 435 km                                                     |
| Maximale Reichweite   | 800 km (mit externen Tanks)                                |
| Triebwerke            | 2 × Wellenturbinen Allison 250 C20B mit je 315 kW (428 PS) |

## Trivia
Im James-Bond-Film For Your Eyes Only fliegt General Gogol vom sowjetischen KGB in einem PZL Kania.